# Liopycnas percnombra
Liopycnas percnombra är en fjärilsart som beskrevs av Edward Meyrick 1937. Liopycnas percnombra ingår i släktet Liopycnas och familjen äkta malar. Inga underarter finns listade i Catalogue of Life.